# Lichterfest (Halle an der Saale)
Das Lichterfest in Halle, Saale ist ein jährlich stattfindendes Stadtfest, das 2012 zum achten Mal stattfand. Es wird von der gewählten Lichterfee eröffnet und traditionell über das erste Novemberwochenende über die ganze Innenstadt hinweg gefeiert. Vor dem Stadthaus wird ein Wasserfall errichtet, der festlich beleuchtet wird. Das Fest endet mit einem verkaufsoffenen Sonntag mit Feuerwerk. Scheinwerfer beleuchten den Himmel über dem Marktplatz. Höhepunkt des Festes ist ein Laternenumzug, der von der Lichterfee in ihrer Kutsche angeführt wird. Ihr folgen die Kinder der Stadt über den Riebeckplatz in Richtung Markt. Während des gesamten Lichterfestes ist die Stadt Halle in buntes Licht gehüllt. Die beteiligten Händler gestalten ihre Schaufenster entsprechend. Auf allen drei Märkten (Marktplatz, Hallmarkt, Alter Markt) finden sich Stände. 2012 begann man eine neue Tradition, indem man ein Herz aus 6.000 Kerzen formte, was 2013 verdoppelt werden soll, um so den Weltrekord zu brechen.

## Website
- Hallesches Lichterfest